# Bolesław Milewicz

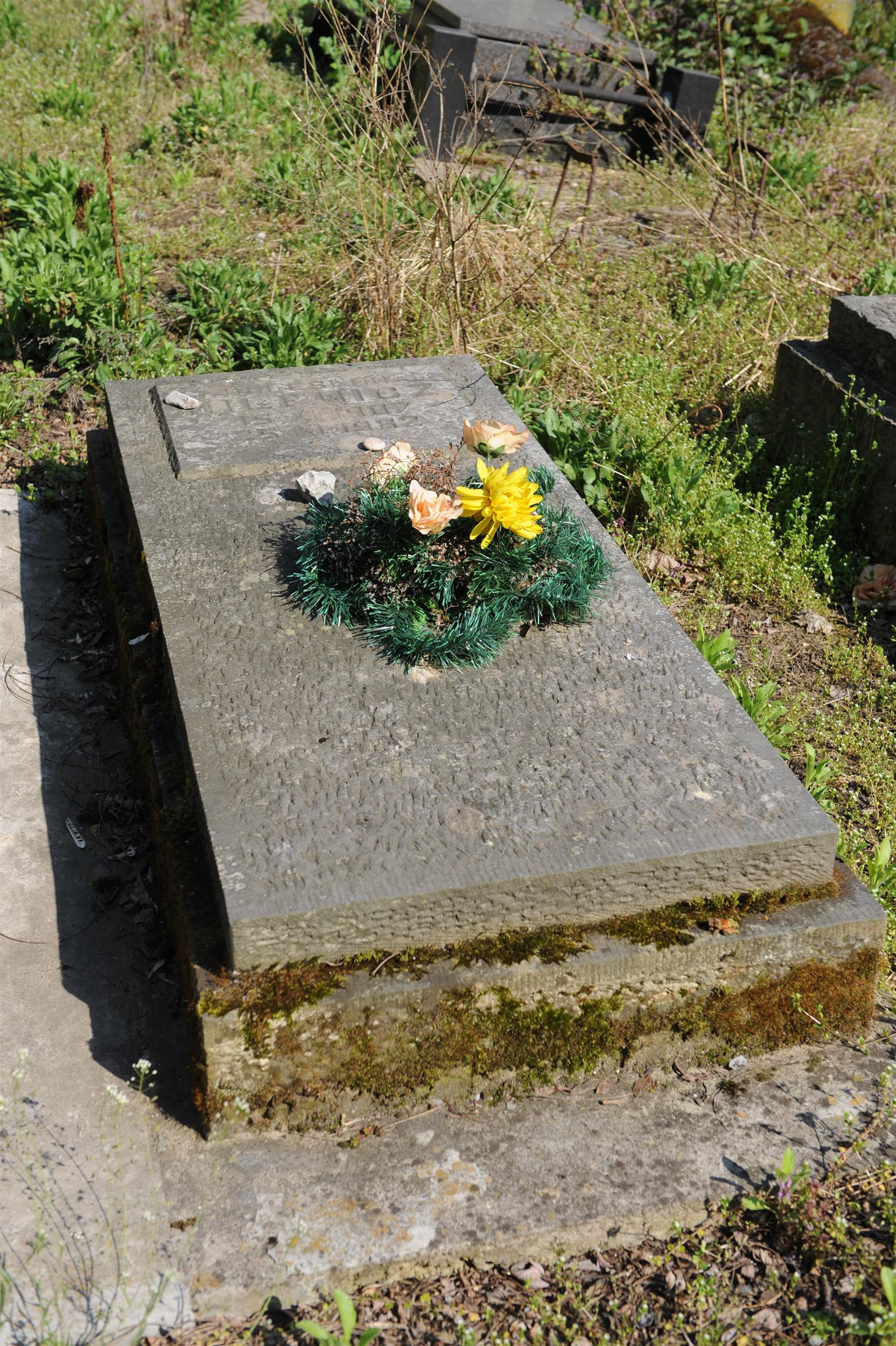
Grób Bolesława Milewicza na cmentarzu żydowskim przy ulicy Okopowej w Warszawie

Bolesław Milewicz (ur. 15 listopada 1907, zm. 25 listopada 1982 w Warszawie) – polski działacz oświatowy żydowskiego pochodzenia.
Bolesław Milewicz jest pochowany obok żony Ernestyny (1910–2002) na cmentarzu żydowskim przy ulicy Okopowej w Warszawie (kwatera 8, rząd 3).
Odegrał główną rolę, obok Aleksandra Lewina, w szkoleniu kadry Progresywnego Więzienia dla Młodocianych w Jaworznie – wzorowanego na łagrach zakładu karnego dla więźniów politycznych, którzy nie ukończyli 21 roku życia.

## Twórczość
- 1989: Wspomnienia o Januszu Korczaku
- 1981: Wspomnienia o Januszu Korczaku